# 3 Arts Entertainment
3 Arts Entertainment («Трі артс інтертейнмент») — компанія з пошуку талантів і телевізійна компанія, заснована Ервіном Стоффом в 1991 під час підготовки телевізійного шоу Down the Shore. Тепер[коли?] компанія продовжує розробляти шоу, серед них «Бруклін 9-9», «У Філадельфії завжди сонячно», «Непохитна Кіммі Шмідт», «Американський вандал», а також блокбастери та драматичні фільми: «На межі майбутнього», «Нескорений», «13 годин: Таємні воїни Бенгазі».
Ервін Стофф заснував компанію разом з Майклом Ротенбергом та Говардом Клейном — усі продюсери та менеджери шоу талантів. Першим фільмом компанії був «Заряджена зброя», що вийшов 5 лютого 1993 року.